# Kotkan Työväen Palloilijat
Kotkan Työväen Palloilijat – fiński klub piłkarski z siedzibą w mieście Kotka.

## Osiągnięcia
- Mistrz Finlandii (2): 1951, 1952
- Puchar Finlandii (4): 1958, 1961, 1967, 1980
- Finał Pucharu Finlandii (3): 1966, 1968, 2000

## Historia
Założony w 1927 roku KTP należy do grupy piłkarskich klubów Finlandii o największych tradycjach.
W pierwszej lidze KTP zadebiutował w 1948 roku, zajmując 9. miejsce. Następnie w 1949 było 5. miejsce, w 1950 4. miejsce, aż w końcu klub sięgnął do dwa tytuły mistrza Finlandii z rzędu – w 1951 i 1952. Później KTP spisywał się przeciętnie, aż w 1958 roku zajął ostatnie, 10. miejsce, i spadł z pierwszej ligi. W tym roku klub dotarł do finału Pucharu Finlandii, gdzie pokonał 4:1 KIF Helsinki i zdobył puchar. Następnie jako drugoligowy klub ponownie zdobył krajowy puchar w 1961 roku, wygrywając w finale 5:2 z PPojat Helsinki.
Po 4 latach gry w II lidze KTP wrócił w 1962 roku do najwyższej ligi Finlandii, jednak poza 3. miejscem w 1964 roku nie odniósł poważniejszych sukcesów. W 1966 roku po raz trzeci dotarł do finału krajowego pucharu, gdzie tym razem przegrał z HJK Helsinki 1:6. Rok później KTP po raz trzeci zdobył Puchar Finlandii po wygraniu w finale 2:0 z drużyną Lahden Reipas. W 1968 roku trzeci raz z rzędu znalazł się finale krajowego pucharu, gdzie przegrał 1:2 z Kuopion Palloseura.
W 1969 roku było przedostatnie, 11. miejsce, i drugi w historii klubu spadek z pierwszej ligi. Tym razem banicja trwała dłużej i klub wrócił do najwyższej ligi dopiero w 1978 roku. W 1980 roku KTP, po 12 latach przerwy, znów znalazł się w finale Pucharu Finlandii, gdzie wygrał 3:2 z FC Haka. Dzięki temu klub wziął udział w europejskich pucharach – w Pucharze Zdobywców Pucharów w sezonie 1981/82. Już w pierwszej rundzie przyszło zmierzyć się z silną drużyną francuską SEC Bastia. U siebie KTP bezbramkowo zremisował, jednak na wyjeździe okazało się, że rywal jest zdecydowanie lepszy – po wysokiej przegranej 0:5 drużyna z Finlandii zakończyła międzynarodową przygodę.
Po kilku latach przeciętnej gry KTP kolejny raz spadł do II ligi w 1983 roku. Powrót do I ligi nastąpił po 15 latach, w 1998 roku, i był bardzo krótki – w 1999 roku KTP zajął 7. miejsce, a w 2000 ostatnie, 12. miejsce, oznaczające spadek do II ligi, zwanej Ykkönen. Był to ostatni występ klubu KTP w I lidze Finlandii – wkrótce potem klub zbankrutował. Jednocześnie w 2000 roku KTP ostatni raz w swych dziejach dotarł do finału Pucharu Finlandii, który przegrał 0:1 z HJK Helsinki. W tym samym czasie rezerwy klubu KTP, FC KooTeePee, stały się niezależnym klubem i obecnie grają w pierwszej lidze Finlandii (Veikkausliiga).
Obecnie (sezon 2015) KTP gra w Veikkausliidze, najwyższym poziomie rozgrywkowym w Finlandii.
Najlepszym strzelcem wszech czasów klubu KTP jest Arto Tolsa, który w 201 meczach zdobył 126 bramek.

## Europejskie puchary
Legenda do wszystkich tabel:
- Q – runda eliminacyjna, 1/16, 1/8, 1/4, 1/2 – odpowiednia faza rozgrywek, Grupa – runda grupowa, 1r gr – pierwsza runda grupowa, 2r gr – druga runda grupowa, F – finał, R – runda, PO – play-off
- k. – rzuty karne, los. – losowanie, Dogr. – dogrywka, w. – zasada bramek strzelonych na wyjeździe

| Sezon   | Rozgrywki                 | Runda | Przeciwnik | Dom | Wyjazd | Ogólnie |
| ------- | ------------------------- | ----- | ---------- | --- | ------ | ------- |
| 1981/82 | Puchar Zdobywców Pucharów | 1R    | SC Bastia  | 0–0 | 0–5    | 0–5     |